# Референдум по конституционной реформе в Колумбии (1957)
Референдум по вопросам конституционного устройства страны был проведён в Колумбии 1 декабря 1957 года. Это был первый случай в истории Колумбии, когда женщинам было предоставлено право голоса.
После государственного переворота 10 мая 1957 года, пришедшая к власти военная хунта издала указ № 0247, в котором призывала к проведению референдума по реформе Конституции и избранию Конституционного совета 16 марта 1958 года, а также предоставить консервативной партии и либеральной партии право сформировать временное правительство..

## Результаты референдума
| Вариант                    | Число поданных голосов | %     |
| -------------------------- | ---------------------- | ----- |
| За                         | 4,169,294              | 95.27 |
| Против                     | 206,864                | 4.73  |
| Испорченных бюллетеней     | 20,932                 | -     |
| Всего                      | 4,397,090              | 100   |
| Явка избирателей           |                        | 72.30 |
| Источник: Direct Democracy |                        |       |